# Station Montmoreau
Station Montmoreau is een spoorwegstation in de Franse gemeente Montmoreau.